# نتائج الانتخابات العامة الأردنية 2013
أُجريت انتخابات برلمانية مبكرة في الأردن في 23 كانون الثاني 2013. كانت جميع مقاعد مجلس النواب البالغ عددها 150 مقعد جاهزة للانتخابات. وأفادت التقارير أن نسبة المشاركة في التصويت بلغت 56.6%.

## نتائج الانتخابات
من بين 150 مقعد متاح، تم رصد 15 مقعد للنساء ضمن نظام الكوتا، و9 مقاعد للمسيحيين، و9 مقاعد للبدو، و3 مقاعد للمرشحين الشيشان أو الشركس. وتم اختيار 27 مقعد إضافي على المستوى الوطني، عبر نظام القائمة الانتخابية.  وكانت النتائج النهائية للانتخابات متاحة في 28 يناير 2013.  كان أكثر من 90 من أصل 150 نائب-ة تم اختيارهم من الأعضاء الجدد في مجلس النواب.  وأفادت التقارير أن إجمالي 37 نائب يمكن اعتبارهم إسلاميين أو منتقدين للحكومة. 

### محافظة عجلون
محافظة البلقاء ( 4 دوائر 10 مقاعد )
الدائرة الأولى
| النائب-ة           | الإنتماء/الحزب | حالة المقعد |
| ------------------ | -------------- | ----------- |
| أحمد الهميسات      |                | مسلم        |
| خيرالله أبو صعيليك |                | مسلم        |
| عساف الشوبكي       |                | مسلم        |

الدائرة الثانية
| النائب-ة    | الإنتماء/الحزب | حالة المقعد |
| ----------- | -------------- | ----------- |
| محمد فريحات |                | مسلم        |

### محافظة عمان
محافظة عمان (7 دوائر، 25 مقعداً)
الدائرة الأولى
| النائب-ة      | الإنتماء/الحزب | حالة المقعد |
| ------------- | -------------- | ----------- |
| خليل عطية     |                | مسلم        |
| محمد البرايسة |                | مسلم        |
| هايل الدعجة   |                | مسلم        |
| أحمد الجالودي |                | مسلم        |
| طلال الشريف   |                | مسلم        |

الدائرة الثانية
| النائب-ة           | الإنتماء/الحزب | حالة المقعد |
| ------------------ | -------------- | ----------- |
| رائد كوز           |                | مسلم        |
| محمد خليل الدوايمة |                | مسلم        |
| يحيى السعود        |                | مسلم        |
| محمد محسيري        |                | مسلم        |
| يوسف قرنة          |                | مسلم        |

الدائرة الثالثة
| النائب-ة           | الإنتماء/الحزب | حالة المقعد |
| ------------------ | -------------- | ----------- |
| أمجد المسلماني     |                | مسلم        |
| عامر بشير          |                | مسلم        |
| عبد الرحيم البقاعي |                | مسلم        |
| أحمد الصفدي        |                | مسلم        |
| عاطف قعوار         |                | مسيحي       |

الدائرة الرابعة
| النائب-ة     | الإنتماء/الحزب | حالة المقعد |
| ------------ | -------------- | ----------- |
| عدنان عجارمة |                | مسلم        |

الدائرة الخامسة
| النائب-ة       | الإنتماء/الحزب | حالة المقعد         |
| -------------- | -------------- | ------------------- |
| مريم اللوزي    |                | مسلم                |
| موسى أبو سويلم |                | مسلم                |
| تامر بينو      |                | الشركسية والشيشانية |

الدائرة السادسة
| النائب-ة        | الإنتماء/الحزب | حالة المقعد         |
| --------------- | -------------- | ------------------- |
| نصار قيسي       |                | مسلم                |
| عبد الجليل زيود |                | مسلم                |
| خير الدين هاكوز |                | الشركسية والشيشانية |

الدائرة السابعة
| النائب-ة     | الإنتماء/الحزب | حالة المقعد |
| ------------ | -------------- | ----------- |
| محمد بدري    |                | مسلم        |
| محمد الرياطي |                | مسلم        |

### محافظة العقبة
محافظة العقبة (1 دائرة، 2 مقعد)
الدائرة الأولى
| النائب-ة     | الإنتماء/الحزب | حالة المقعد |
| ------------ | -------------- | ----------- |
| شادي العدوان |                | مسلم        |

### محافظة البلقاء
محافظة الكرك (6 دوائر، 10 مقاعد)
الدائرة الأولى
| النائب-ة       | الإنتماء/الحزب | حالة المقعد |
| -------------- | -------------- | ----------- |
| خالد الحياري   |                | مسلم        |
| نضال الحياري   |                | مسلم        |
| محمد عبادي     |                | مسلم        |
| محمود الخرابشة |                | مسلم        |
| بسام خليفة     |                | مسلم        |
| ضرار داود      |                | مسيحي       |
| جمال قموه      |                | مسيحي       |

الدائرة الثانية
| النائب-ة    | الإنتماء/الحزب | حالة المقعد |
| ----------- | -------------- | ----------- |
| محمد علاقمة |                | مسلم        |

الدائرة الثالثة
| النائب-ة   | الإنتماء/الحزب | حالة المقعد |
| ---------- | -------------- | ----------- |
| مصطفى ياغي |                | مسلم        |

الدائرة الرابعة
| النائب-ة   | الإنتماء/الحزب | حالة المقعد |
| ---------- | -------------- | ----------- |
| محمد شرمان |                | مسلم        |

### محافظة اربد
محافظة اربد (9 دوائر، 16 مقعداً)
الدائرة الأولى
| النائب-ة         | الإنتماء/الحزب | حالة المقعد |
| ---------------- | -------------- | ----------- |
| سمير عويس        |                | مسلم        |
| سليم البطاينة    |                | مسلم        |
| محمد ردايدة      |                | مسلم        |
| قاسم بني هاني    |                | مسلم        |
| عبد المنعم عودات |                | مسلم        |

الدائرة الثانية
| النائب-ة    | الإنتماء/الحزب | حالة المقعد |
| ----------- | -------------- | ----------- |
| محمد خصاونة |                | مسلم        |
| حسني شياب   |                | مسلم        |
| جميل نمري   |                | مسيحي       |

الدائرة الثالثة
| النائب-ة          | الإنتماء/الحزب | حالة المقعد |
| ----------------- | -------------- | ----------- |
| عبد الكريم درايسة |                | مسلم        |
| فواز الزعبي       |                | مسلم        |

الدائرة الرابعة
| النائب-ة       | الإنتماء/الحزب | حالة المقعد |
| -------------- | -------------- | ----------- |
| عبدالله عبيدات |                | مسلم        |
| باسل ملكاوي    |                | مسلم        |

| النائب-ة        | الإنتماء/الحزب | حالة المقعد |
| --------------- | -------------- | ----------- |
| ياسين بني ياسين |                | مسلم        |

الدائرة السادسة
| النائب-ة    | الإنتماء/الحزب | حالة المقعد |
| ----------- | -------------- | ----------- |
| خالد البكار |                | مسلم        |

الدائرة السابعة
| النائب-ة    | الإنتماء/الحزب | حالة المقعد |
| ----------- | -------------- | ----------- |
| باسل علاونه |                | مسلم        |

الدائرة الثامنة
| النائب-ة     | الإنتماء/الحزب | حالة المقعد |
| ------------ | -------------- | ----------- |
| محمود مهيدات |                | مسلم        |

الدائرة التاسعة
| النائب-ة      | الإنتماء/الحزب | حالة المقعد |
| ------------- | -------------- | ----------- |
| عطيوي المجالي |                | مسلم        |
| رائد حجازين   |                | مسيحي       |

### محافظة جرش
محافظة جرش (دائرة واحدة، 4 مقاعد)
الدائرة الأولى
| النائب-ة        | الإنتماء/الحزب | حالة المقعد |
| --------------- | -------------- | ----------- |
| عبدالله اخوالدة |                | مسلم        |
| مفلح الرحيمي    |                | مسلم        |
| محمد هديب       |                | مسلم        |
| وفاء بني مصطفى  |                | مسلم        |

### محافظة الكرك
الدائرة الأولى
| النائب-ة    | الإنتماء/الحزب | حالة المقعد |
| ----------- | -------------- | ----------- |
| موفق الضمور |                | مسلم        |
| طه شرفا     |                | مسلم        |
| فارس هلسة   |                | مسيحي       |

الدائرة الثانية
| النائب-ة    | الإنتماء/الحزب | حالة المقعد |
| ----------- | -------------- | ----------- |
| كمال زغول   |                | مسلم        |
| علي بني عطا |                | مسلم        |
| رضا حداد    |                | مسيحي       |

الدائرة الثالثة
الدائرة الرابعة
| النائب-ة    | الإنتماء/الحزب | حالة المقعد |
| ----------- | -------------- | ----------- |
| محمود حويمل |                | مسلم        |

الدائرة الخامسة
| النائب-ة     | الإنتماء/الحزب | حالة المقعد |
| ------------ | -------------- | ----------- |
| مصطفى رواشدة |                | مسلم        |

الدائرة السادسة
| النائب-ة   | الإنتماء/الحزب | حالة المقعد |
| ---------- | -------------- | ----------- |
| نايف ليمون |                | مسلم        |

### محافظة معان
محافظة عجلون ( 2 دائرة 4 مقاعد )
الدائرة الأولى
| النائب-ة    | الإنتماء/الحزب | حالة المقعد |
| ----------- | -------------- | ----------- |
| أمجد الخطاب |                | مسلم        |
| عواد كريشان |                | مسلم        |

الدائرة الثانية
| النائب-ة | الإنتماء/الحزب | حالة المقعد |
| -------- | -------------- | ----------- |
| بدر تورا |                | مسلم        |

الدائرة الثالثة
| النائب-ة    | الإنتماء/الحزب | حالة المقعد |
| ----------- | -------------- | ----------- |
| عدنان فرجات |                | مسلم        |

### محافظة مادبا
محافظة مادبا ( 2 دائرة 4 مقاعد )
الدائرة الأولى
| النائب-ة       | الإنتماء/الحزب | حالة المقعد |
| -------------- | -------------- | ----------- |
| عدنان أبو ركبة |                | مسلم        |
| زيد الشوابكة   |                | مسلم        |
| مصطفى حمارنة   |                | مسيحي       |

الدائرة الثانية
| النائب-ة | الإنتماء/الحزب | حالة المقعد |
| -------- | -------------- | ----------- |
| علي سنيد |                | مسلم        |

### محافظة المفرق
محافظة المفرق (دائرة واحدة، 4 مقاعد)
الدائرة الأولى
| النائب-ة          | الإنتماء/الحزب | حالة المقعد |
| ----------------- | -------------- | ----------- |
| عبد الكريم الدغمي |                | مسلم        |
| مفلح خزعلة        |                | مسلم        |
| نايف خزاعة        |                | مسلم        |
| محمد شديفات       |                | مسلم        |

### محافظة الطفيلة
محافظة الطفيلة ( 2 دائرة 4 مقاعد )
الدائرة الأولى
| النائب-ة       | الإنتماء/الحزب | حالة المقعد |
| -------------- | -------------- | ----------- |
| ابراهيم شحاحدة |                | مسلم        |
| إبراهيم عطيوي  |                | مسلم        |
| محمد قطاطشة    |                | مسلم        |

الدائرة الثانية
| النائب-ة     | الإنتماء/الحزب | حالة المقعد |
| ------------ | -------------- | ----------- |
| محمد السعودي |                | مسلم        |

### محافظة الزرقاء
محافظة الزرقاء (5 دوائر، 11 مقعداً)
الدائرة الأولى
| النائب-ة       | الإنتماء/الحزب | حالة المقعد         |
| -------------- | -------------- | ------------------- |
| سمير عرابي     |                | مسلم                |
| كريم عوضات     |                | مسلم                |
| يوسف أبو هويدي |                | مسلم                |
| ميرزا بولاد    |                | الشركسية والشيشانية |
| طارق خوري      |                | مسيحي               |

الدائرة الثانية
| النائب-ة           | الإنتماء/الحزب | حالة المقعد |
| ------------------ | -------------- | ----------- |
| محمد يوسف الدوايمة |                | مسلم        |
| علي الخلايلة       |                | مسلم        |
| موسى الخلايلة      |                | مسلم        |

الدائرة الثالثة
| النائب-ة  | الإنتماء/الحزب | حالة المقعد |
| --------- | -------------- | ----------- |
| وصفي زيود |                | مسلم        |

الدائرة الرابعة
| النائب-ة      | الإنتماء/الحزب | حالة المقعد |
| ------------- | -------------- | ----------- |
| محمد الطهراوي |                | مسلم        |
| قصي الدميسي   |                | مسلم        |

### البادية الشمالية
البادية الشمالية ( 3 مقاعد )
| النائب-ة          | الإنتماء/الحزب | حالة المقعد |
| ----------------- | -------------- | ----------- |
| حابس شبيب         |                | مسلم        |
| سعد هائل سرور     |                | مسلم        |
| ضيف الله بني خالد |                | مسلم        |

### البادية الوسطى
البادية الوسطى ( 3 مقاعد )
| النائب-ة   | الإنتماء/الحزب | حالة المقعد |
| ---------- | -------------- | ----------- |
| سليمان زبن |                | مسلم        |
| ثامر فايز  |                | مسلم        |
| حديث خريشة |                | مسلم        |

### البادية الجنوبية
البادية الجنوبية ( 3 مقاعد )
| النائب-ة        | الإنتماء/الحزب | حالة المقعد |
| --------------- | -------------- | ----------- |
| محمد حجايا      |                | مسلم        |
| سعد زوايدة      |                | مسلم        |
| ضيف الله سعيدين |                | مسلم        |

### الكوتا النسائية
الكوتا المرأة (15 مقعداً، امرأة واحدة لكل دائرة انتخابية سابقة)
| النائب-ة       | الإنتماء/الحزب | حالة المقعد | المحافظة/المنطقة |
| -------------- | -------------- | ----------- | ---------------- |
| نعامة عيادات   |                | امرأة       | عمان             |
| فاطمة أبو عبطة |                | امرأة       | اربد             |
| آمنة غواير     |                | امرأة       | البلقاء          |
| حمدية قويدر    |                | امرأة       | كرك              |
| فاتن خليفات    |                | امرأة       | معان             |
| ردينا أتي      |                | امرأة       | الزرقاء          |
| ريم أبو دلبوح  |                | امرأة       | المفرق           |
| إنصاف الخوالدة |                | امرأة       | الطفيلة          |
| فلك الجمعاني   |                | امرأة       | مادبا            |
| نجاح عزة       |                | امرأة       | جرش              |
| خلود خطاطبة    |                | امرأة       | عجلون            |
| تمام الرياطي   |                | امرأة       | العقبة           |
| ميسر سردية     |                | امرأة       | البادية الشمالية |
| هند الفايز     |                | امرأة       | البادية الوسطى   |
| شها أبو شوشة   |                | امرأة       | البادية الجنوبية |

### القائمة الوطنية
القائمة الوطنية (تم اختيار المرشحين التاليين كجزء من قائمة وطنية وليس دائرة انتخابية أو كوتا)
1. الوسط الاسلامي     3   . محمد احمد محمود الحاج محمد. مصطفى صالح مصطفى العماوي. زكريا محمد عيد الشيخ .
2. اردن اقوى   2   . رولا احمد محمد الفرا. منير توفيق سعد زوايده .
3. وطن    2. عاطف يوسف صالح الطراونه. خميس حسين خليل عطيه .
4. الاتحاد الوطني   2   . محمد الخشمان 9. عبد المجيد الاقطش
5. حزب التيار الوطني   1. عبدالهادي المجالي
6. الانقاذ     1    . احمد قاسم الرقيبات
7. العمالية والمهنية    1 . مازن الضلاعين الجوزازنه
8. التعاون   1    . مجحم حمد حسين الصقور
9. كتلة الكرامة 1. علي عطوه عوده الزنازنه
10. الجبهه الموحدة    1   . امجد هزاع المجالي
11. الوحدة الوطنية   1   محمد كريم الزبون
12. البناء 1   . حسن محمد عجاج عبيدات
13. الشعب 1    . مصطفى سليمان فلاح الشنيكات
14. اهل الهمة 1   . رائد يوسف حمدان الخلايله
15. الصوت الحر 1  . فيصل نايف جاد الاعور
16. صوت الوطن 1   . هيثم ممدوح حمدان العبادي
17. العمل الوطني 1. عبد الهادي محمد حمد محارمه
18. القدس الشريف 1. محمد جميل علي الثبيتات العمرو
19. البيارق 1. حمزه محمد ضيف الله اخو رشيده
20. الفجر 1. سعد عوض عطاالله البلوي
21. كتلة شباب الوفاق الوطني 1. معتز  ابو رمان
22. المواطنة   1   . حازم قشوع

## مقالات
- Bank، André؛ Sunik، Anna (2014). "Parliamentary Elections in Jordan, January 23, 2013". Electoral Studies. ج. 34: 376–379. DOI:10.1016/j.electstud.2013.08.012. مؤرشف من الأصل في 2023-12-02.